# Alejandro Sesmero
Alejandro Rodríguez-Sesmero González (conocido como Alejandro Sesmero), nacido en Gijón en 1843 y fallecido en Córdoba (Argentina) el 22 de octubre de 1913, fue un arquitecto español que trabajó en Pontevedra y Argentina.

## Trayectoria
Fue hijo de Domingo Esteban Rodríguez Sesmero, arquitecto nacido en Medina del Campo. Estudió arquitectura en Valladolid, obteniendo el título de maestro de obras el 30 de diciembre de 1871. Entre 1866 y 1869 trabajó con su padre como delineante de la Diputación Provincial. En ese año, su padre se trasladó a Vigo (en la provincia de Pontevedra), donde fue nombrado arquitecto municipal. Alejandro Sesmero fue allí arquitecto interino entre mayo de 1875 y julio de 1876 (sustituyendo a su padre por enfermedad) cuando pasó a ser arquitecto municipal interino de Pontevedra, tras la dimisión de Justino Flórez Llamas.
En la capital provincial proyectó la expansión urbana extramuros, tras el derribo de las murallas medievales. Diseñó la Casa Consistorial, la Avenida de Santa María, el Palacete de las Mendoza, el parque de la Alameda y los jardines de Colón en el Parque de las Palmeras, la calle García Camba (inaugurada en 1884), la plaza de San José, el cementerio de San Mauro, los depósitos de agua de San Mauro y las fuentes del centro de la ciudad, el Palacio de la Diputación Provincial de Pontevedra (con su padre), el demolido mercado municipal central (1886), el Gobierno Militar provincial (originalmente diseñado como escuela en 1887 y finalizado en 1892) y también reformó la capilla de la Virgen del Camino y diseñó la fuente de la plaza del Muelle en 1876. En 1880 se le concedió la Cruz de la Real Orden de Carlos III. En 1887, una parte de la corporación municipal propuso que fuese nombrado arquitecto municipal titular, pero la idea fue rechazada por carecer del título oficial de arquitecto.
Como consecuencia y herido en su orgullo, dimitió de su cargo y solicitó la homologación de su título a la Dirección General de Instrucción Pública. Una vez obtenido en enero de 1889, dejó a su mujer, Pilar Rubio Romea, y a sus hijos (Adelaida, Ricardo, Enrique, María del Pilar, Alfonso y Margarita) y se marchó a Argentina, donde fue nombrado Profesor de Arquitectura y Dibujo Arquitectónico en la Facultad de Ciencias Físicas y Matemáticas de la Universidad Nacional de Córdoba. También enseñó diseño de edificios públicos y fue miembro de jurados de oposiciones públicas.
Su padre, Domingo Sesmero, diseñó la Iglesia de Nuestra Señora de los Placeres (1888).

## Galería de imágenes

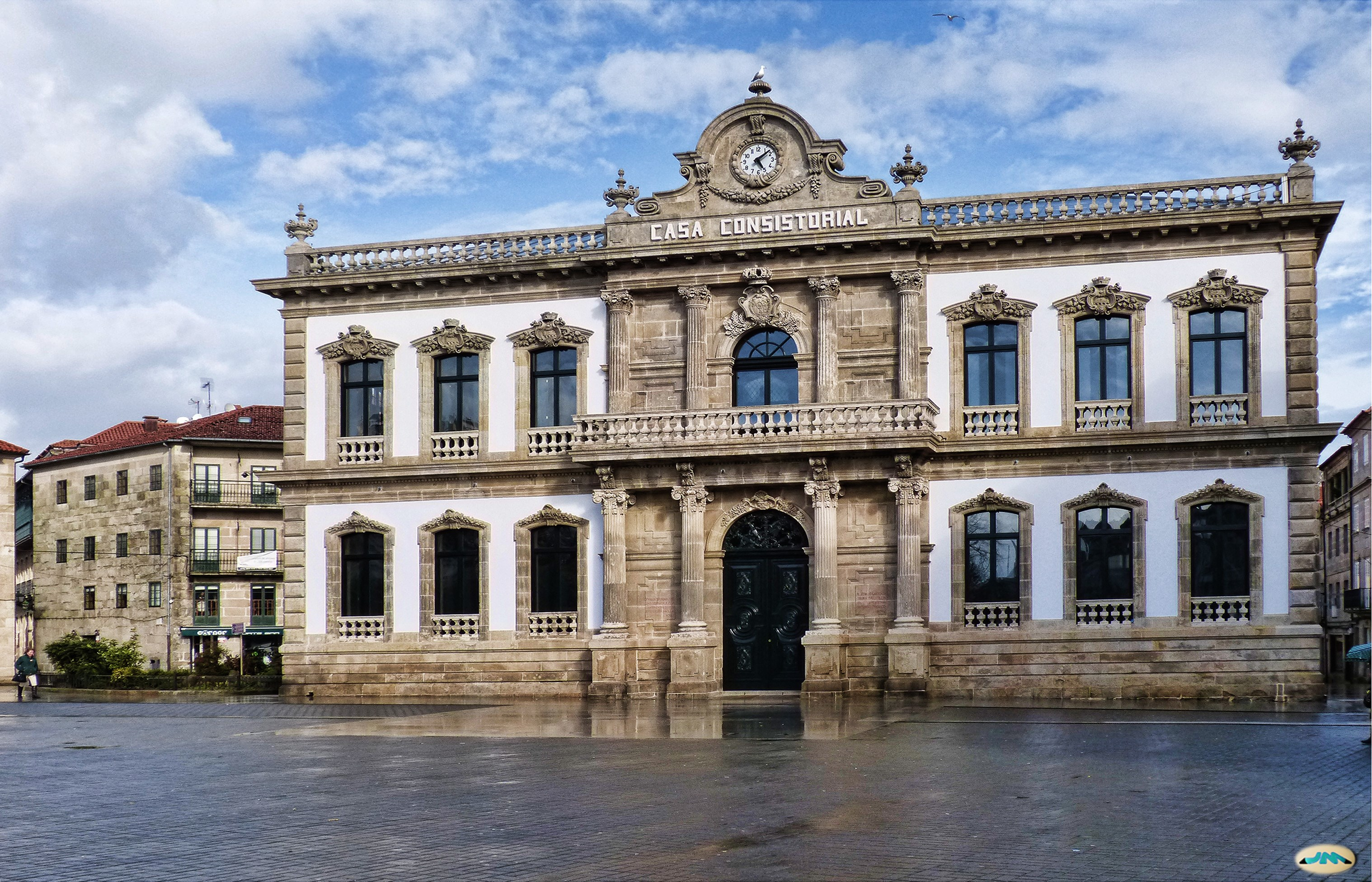
Casa consistorial de Pontevedra.
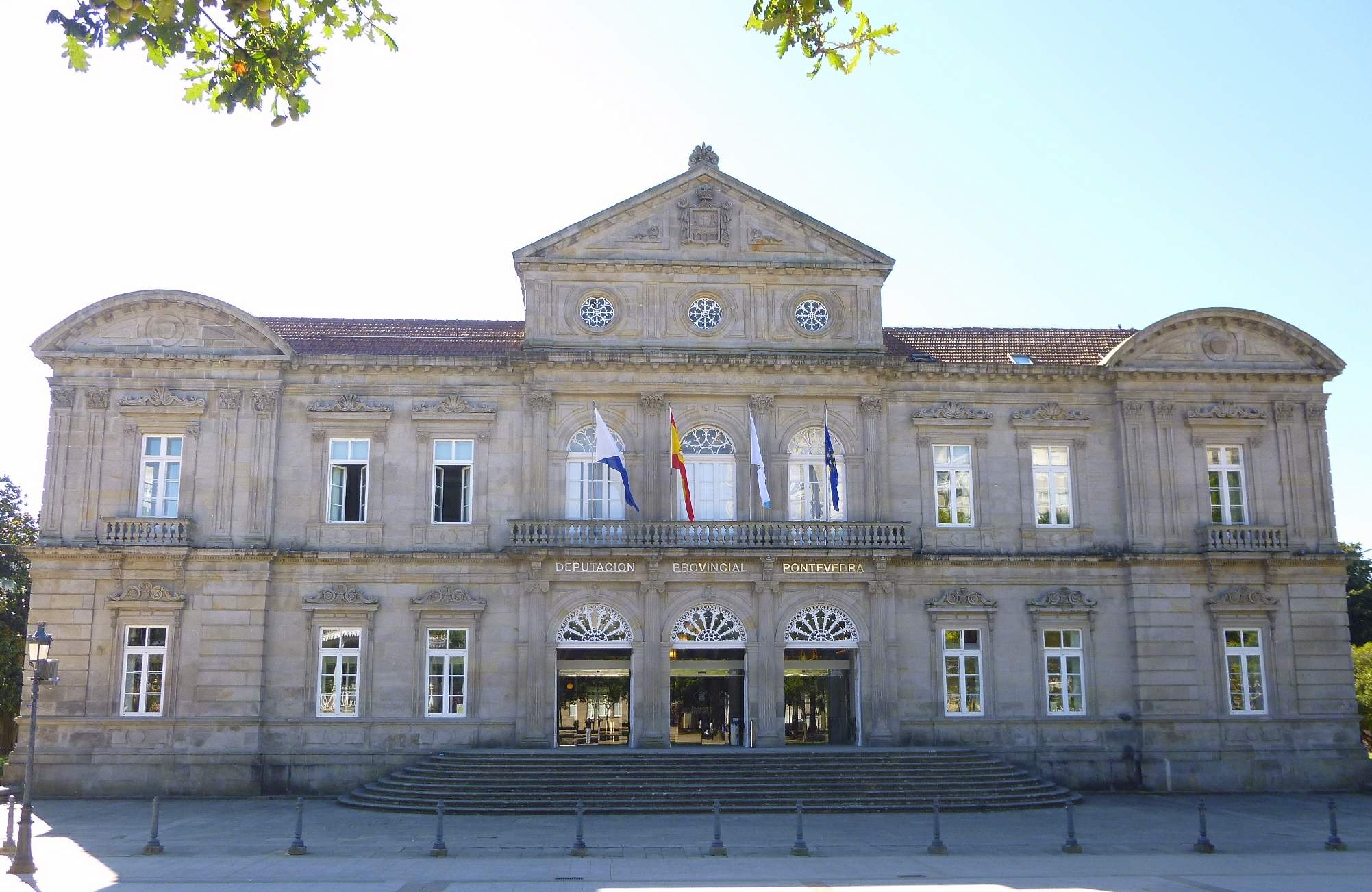
Palacio de la Diputación de Pontevedra.
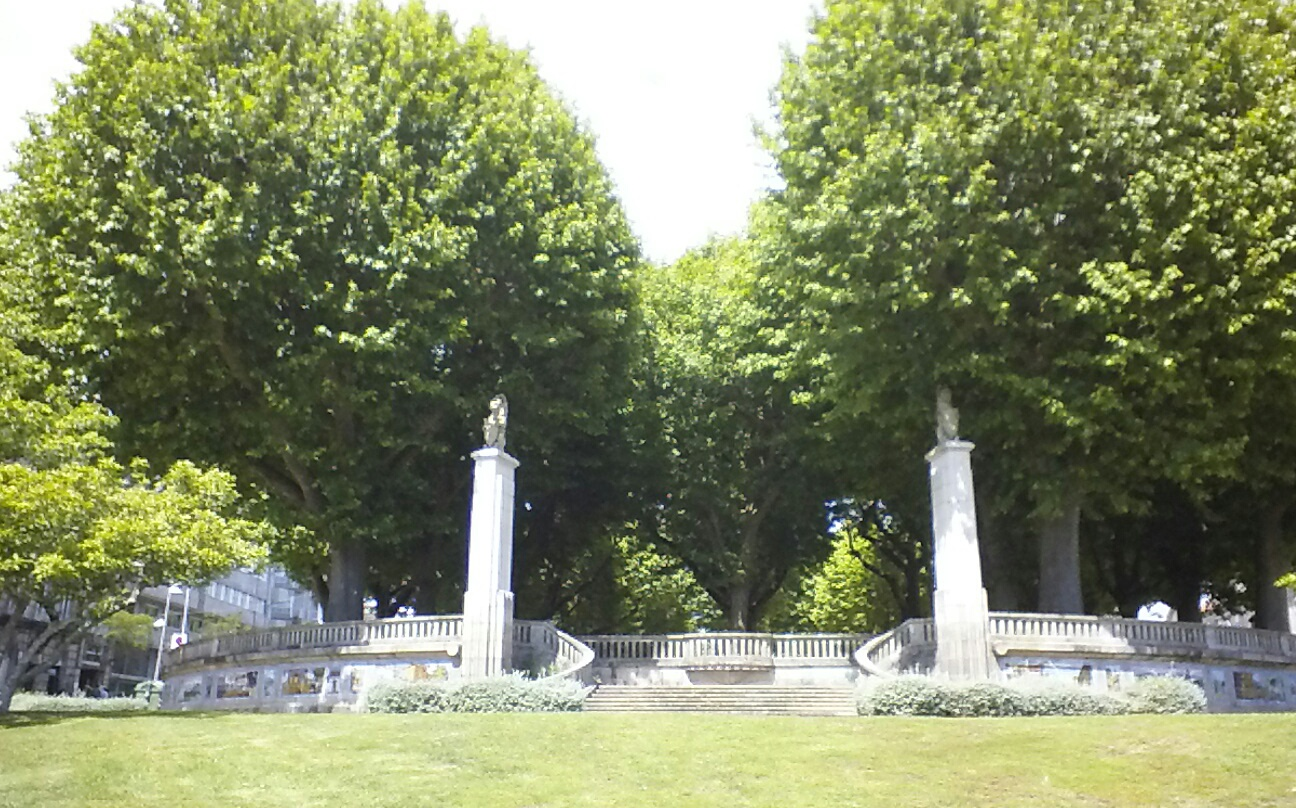
Parque de la Alameda de Pontevedra.
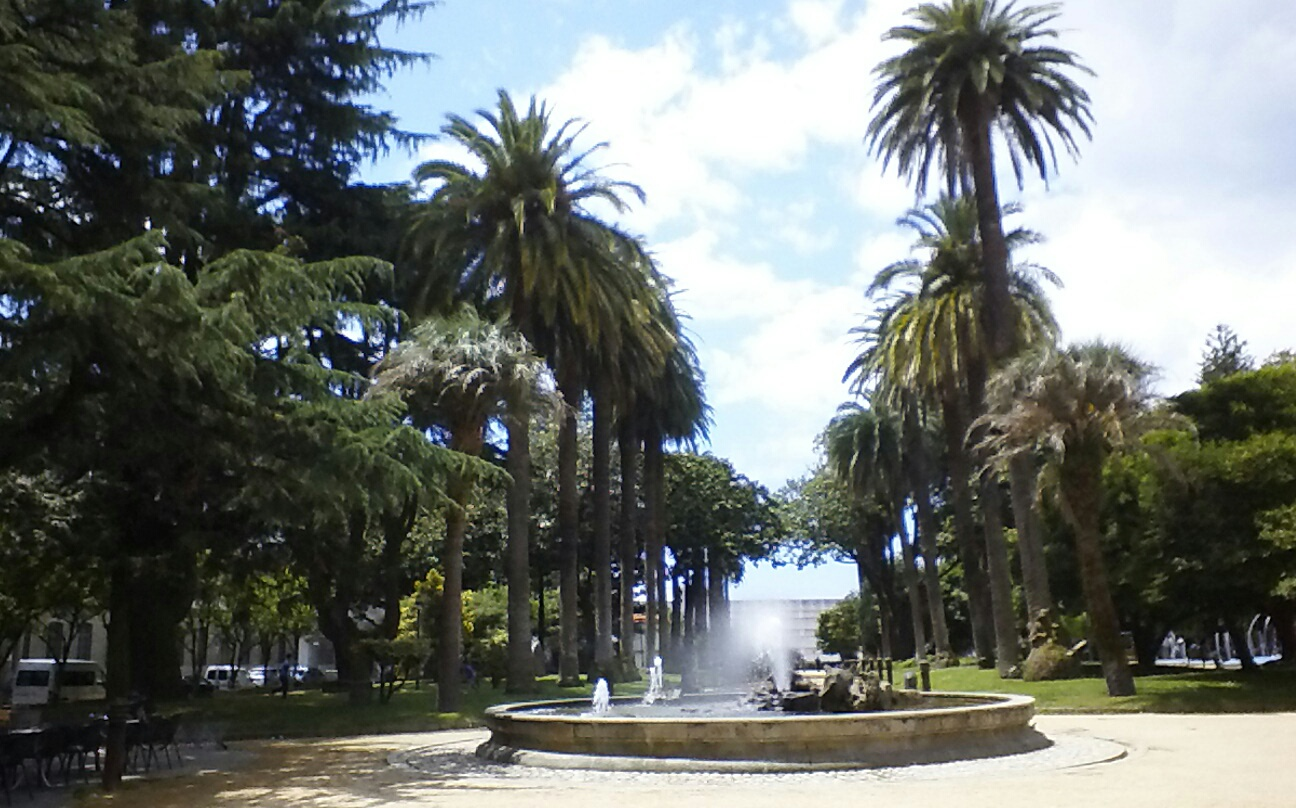
Parque de las Palmeras
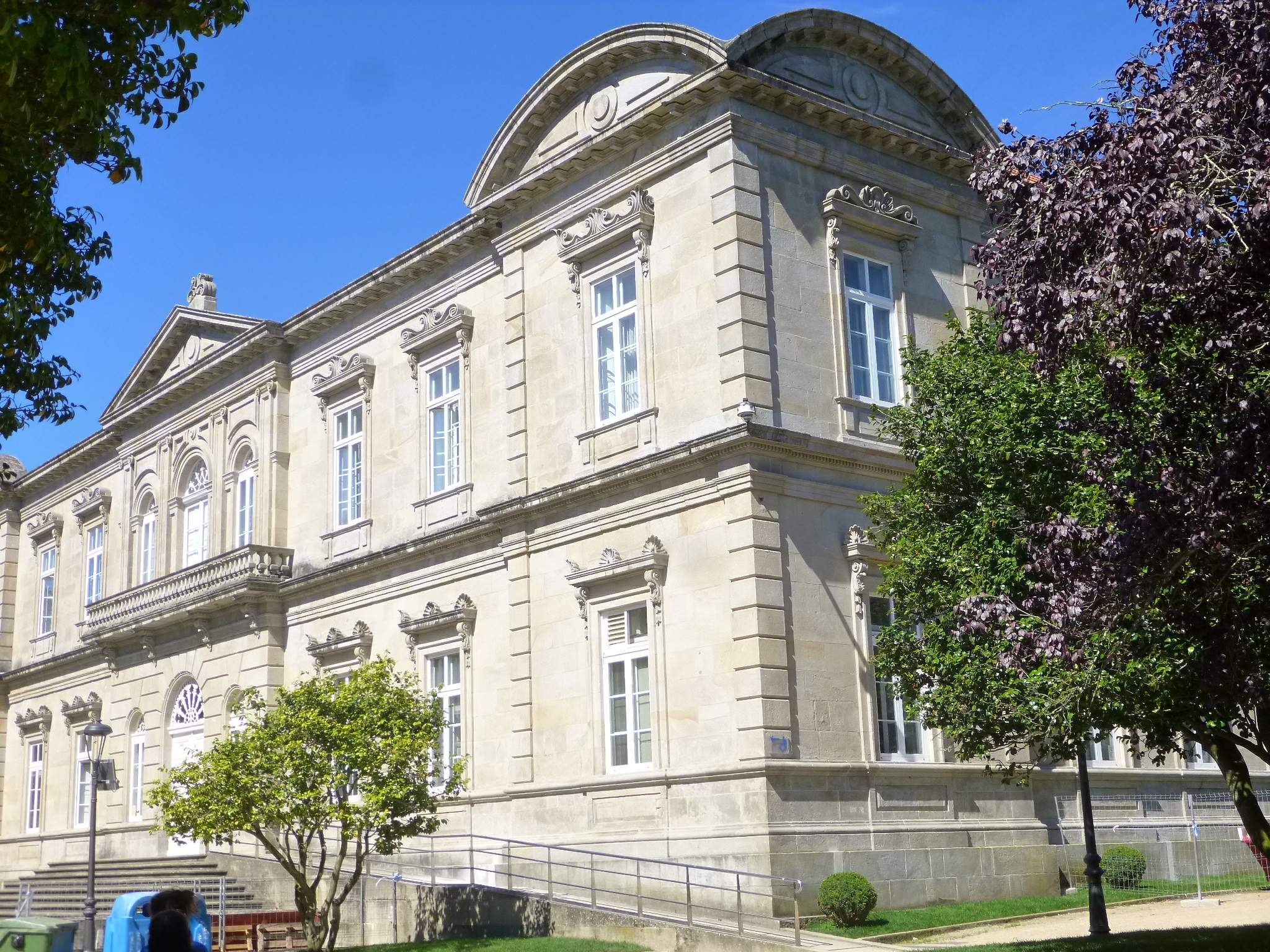
Palacio de la Diputación de Pontevedra
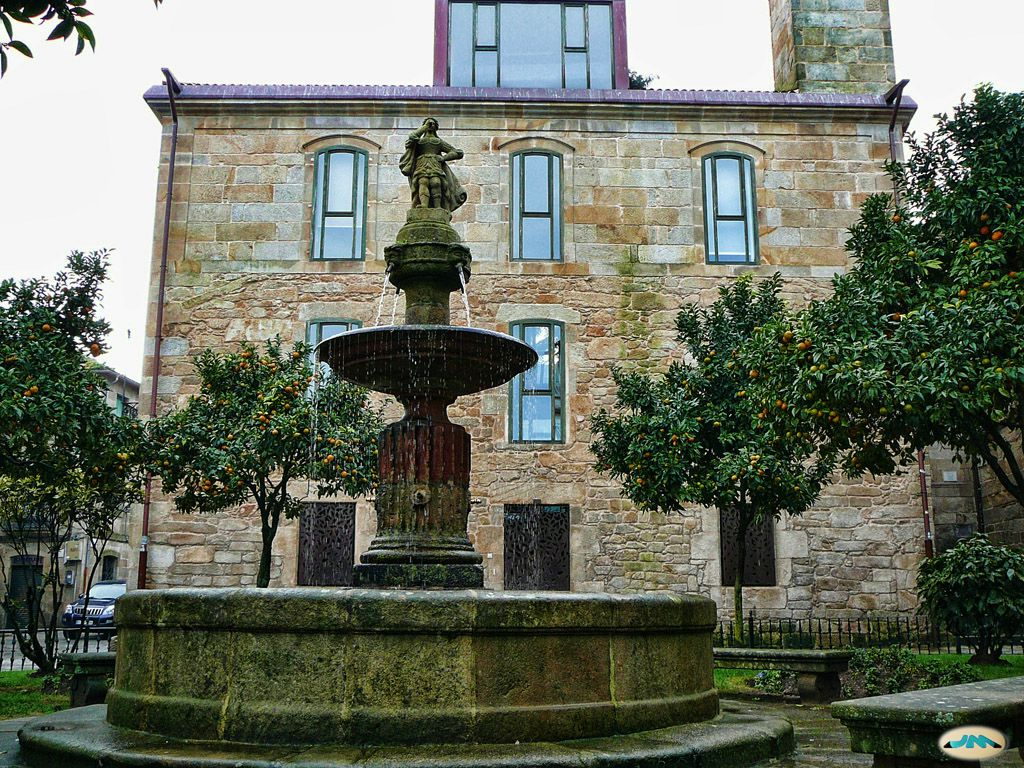
Fuente de la plaza del Muelle
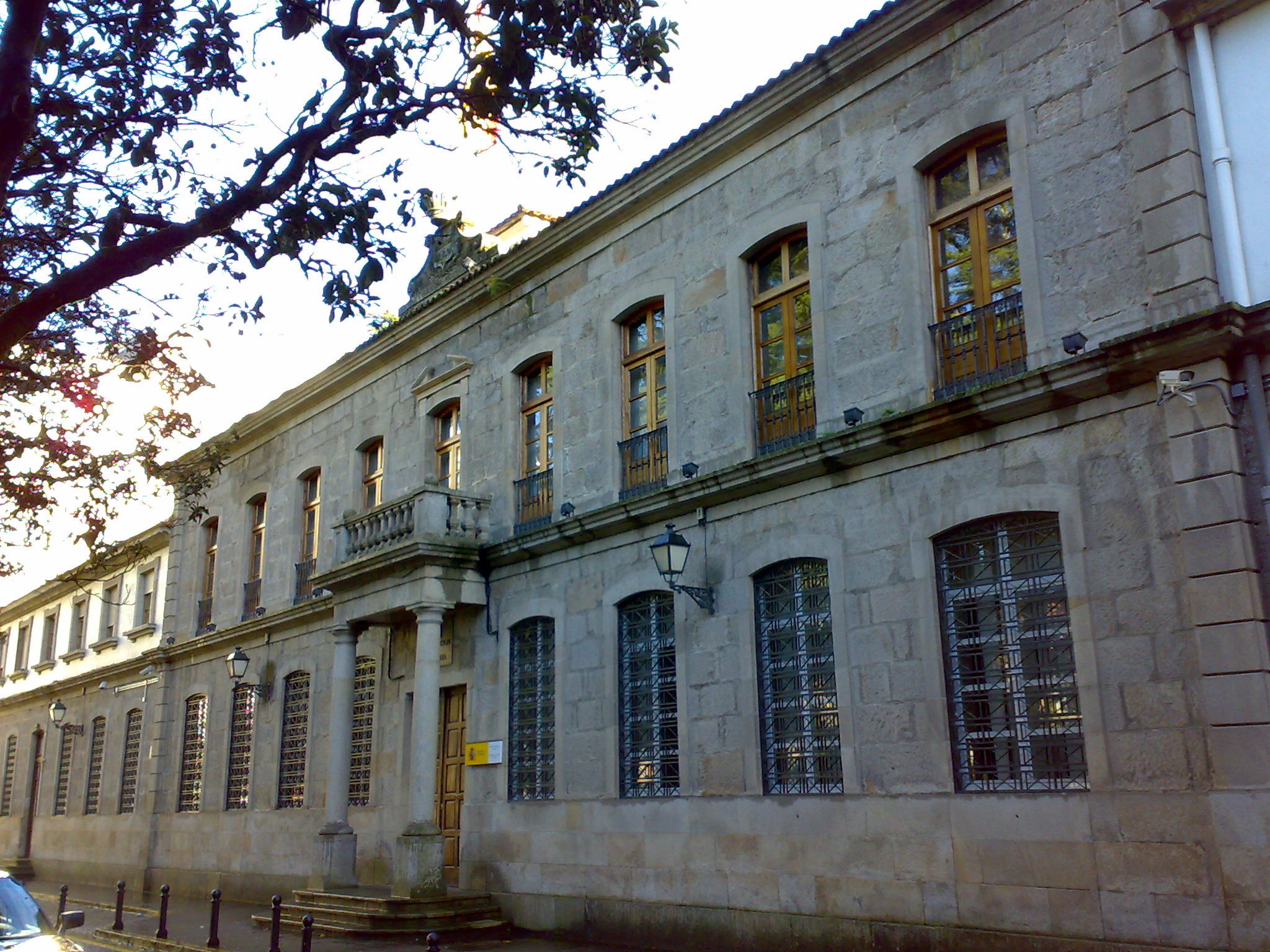
Gobierno Militar de Pontevedra